# Liste des élections présidentielles françaises sous la Quatrième République
Deux élections présidentielles ont eu lieu au cours de la Quatrième République. Selon la Constitution du 27 octobre 1946, le président est élu à la majorité absolue des suffrages par les deux chambres du Parlement réunies en Congrès.